# Мота ди Ливенца
Мота ди Ливенца (итал. Motta di Livenza; на венецијанском: Mota) је италијанска општина у округу Тревизо у покрајини Венето. Има 10.840 становника.
Налази се око 35 km северно од Тревиза, на међи између округа Тревизо, Венеција и Порденоне.

## Становништво
Према резултатима пописа становништва 2011. у општини је живело 10.684 становника.
| 1931. | 1936. | 1951. | 1961. | 1971. | 1981. | 1991. | 2001. | 2011.  |
| ----- | ----- | ----- | ----- | ----- | ----- | ----- | ----- | ------ |
| 8.739 | 8.470 | 8.692 | 7.655 | 7.221 | 7.791 | 8.596 | 9.657 | 10.684 |

### Националне мањине
Број страних држављана у општини је 1.751, и они чине 16,3% укупног становништва града. Од тога највећи број из следећих држава:
1. Румунија, 675
2. Албанија, 376
3. Мароко, 165
4. Индија, 106
5. Северна Македонија, 77
6. Украјина, 47
7. Сенегал, 37
8. Нигерија, 29
9. Кина, 28
10. Бангладеш, 22